# 楊心怡
楊心怡，中華民國外交官、政府官員。畢業於利比亞班加西大學法學院，曾任中華民國駐科威特商務辦事處／駐科威特王國臺北商務代表處二等秘書、中華民國駐約旦商務辨事處一等秘書、外交部亞西司副司長、駐烏蘭巴托臺北貿易經濟代表處公使銜代表、中華民國駐約旦商務辨事處／駐約旦臺北經濟文化辦事處大使銜代表、外交部南部辦事處長、外交部亞西及非洲司長等職務，現任駐約旦臺北經濟文化辦事處大使銜代表。
楊心怡精通阿拉伯語文，並熟悉中東文化與政經發展，以及人道服務議題，與非政府组织的互動經驗也多。

## 職業生涯
2018年4月，臺灣代表團出席約旦第14屆「國際城市節」（International City Festival）文化活動，展覽開幕後，約旦方面受中华人民共和国施壓，派人撤下懸掛的中華民國國旗，但臺灣代表團堅決保留桌上型小幅國旗，駐約旦代表楊心怡隨即向主辦單位表達強烈抗議，並在接待完約旦莎娜公主參觀攤位後隨即離席。中華民國外交部對此嚴厲譴責，表示「這不會讓中國變偉大，要讓中國偉大，只有認真看待中華民國獨立存在的事實、友善對待臺灣人民。」除國旗外，攤位還有一張用阿拉伯文書寫的告示「臺灣使館」。
2019年11月，外交部亞西及非洲司長楊心怡前往索马里兰，會見中央銀行總裁賈瑪，賈瑪希望能與中華民國中央銀行建立緊密夥伴關係。
2020年2月，對於2019冠状病毒病疫情在全球擴散，在臺灣的約旦商務辦事處、駐台北烏蘭巴托貿易經濟代表處公告暫停兩岸四地旅客入境，外交部亞西及非洲司長楊心怡表示，外交部透過駐約旦代表處向約旦政府查證，也與約旦駐臺代表聯繫，說明臺灣防疫狀況，後瞭解約旦公安署並沒有對臺灣人進行限制，約旦商務辦事處亦將公告撤回。至於蒙古，楊心怡則表示透過雙邊代表處接洽後，蒙古方面瞭解臺灣的狀況與訴求，但有關於簽證限制還沒有解除，若急著要回蒙古，會以專案核准。
2022年2月，俄羅斯入侵烏克蘭，中華民國外交部嚴厲譴責俄羅斯對烏克蘭的侵略行動，並宣布將參與國際社會對俄羅斯的經濟制裁。3月，俄羅斯聯邦政府通過對其採取「不友善舉動」的國家與地區名單，中華民國被以「臺灣（中國）」（Тайвань (Китай)）列入名單中，被列入名單的海外债权人，政府、企業與公民能暫時用卢布償還外幣債務。外交部亞西及非洲司長楊心怡對此表示，外交部關切臺北莫斯科經濟文化協調委員會駐莫斯科代表處是否有兌換外汇的困擾，已請代表處瞭解經費運用可能面臨的困難。傳聞俄羅斯對臺灣可能採取報復行動，楊心怡回應，外交部已請代表處與當地臺僑保持聯繫，掌握臺僑的狀況與需求。至於有立法委員質疑外交部為何還將烏克蘭業務列在亞西及非洲司轄下的「獨立國協科」？楊心怡表示，俄羅斯與烏克蘭業務歸亞西及非洲司管理有其歷史因素，以及烏克蘭尚未加入欧洲联盟，未來可根據新的發展，隨時調整業務。